# Phare de la pointe Retreat
Le phare de la pointe Retreat est situé sur la partie nord de l'île de l'Amirauté, dans l'Alaska du Sud-Est, aux États-Unis. Il représente un point important pour l'aide à la navigation dans le canal Lynn.

## Histoire
Il a été construit sur l'ordre du président William McKinley et a commencé à fonctionner en 1904. Il s'agissait alors d'une tour hexagonale en bois, avec une seule lumière fixe. En 1917, le système d'éclairage a été modifié pour ne conserver qu'un feu mineur, jusqu'en 1924 où il a été changé à nouveau, avec l'adjonction d'un signal de brouillard. En 1950, le feu a été transformé en un éclairage à énergie solaire, lequel a été automatisé en 1973.
En 2003 le phare a été inscrit au National Register of Historic Places.

## Articles connexes

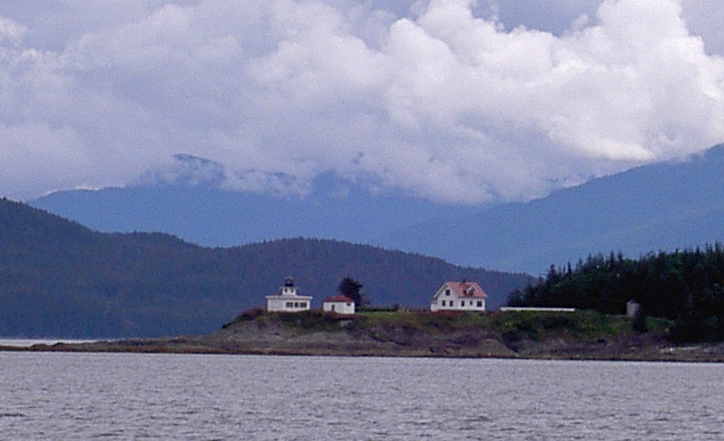
Le phare en 2011

## Sources
- (en) USCG

- (en) Cet article est partiellement ou en totalité issu de l’article de Wikipédia en anglais intitulé « Point Retreat Light » (voir la liste des auteurs).